# Lixophaga grisea
Lixophaga grisea là một loài ruồi trong họ Tachinidae.